# Leksandrowa

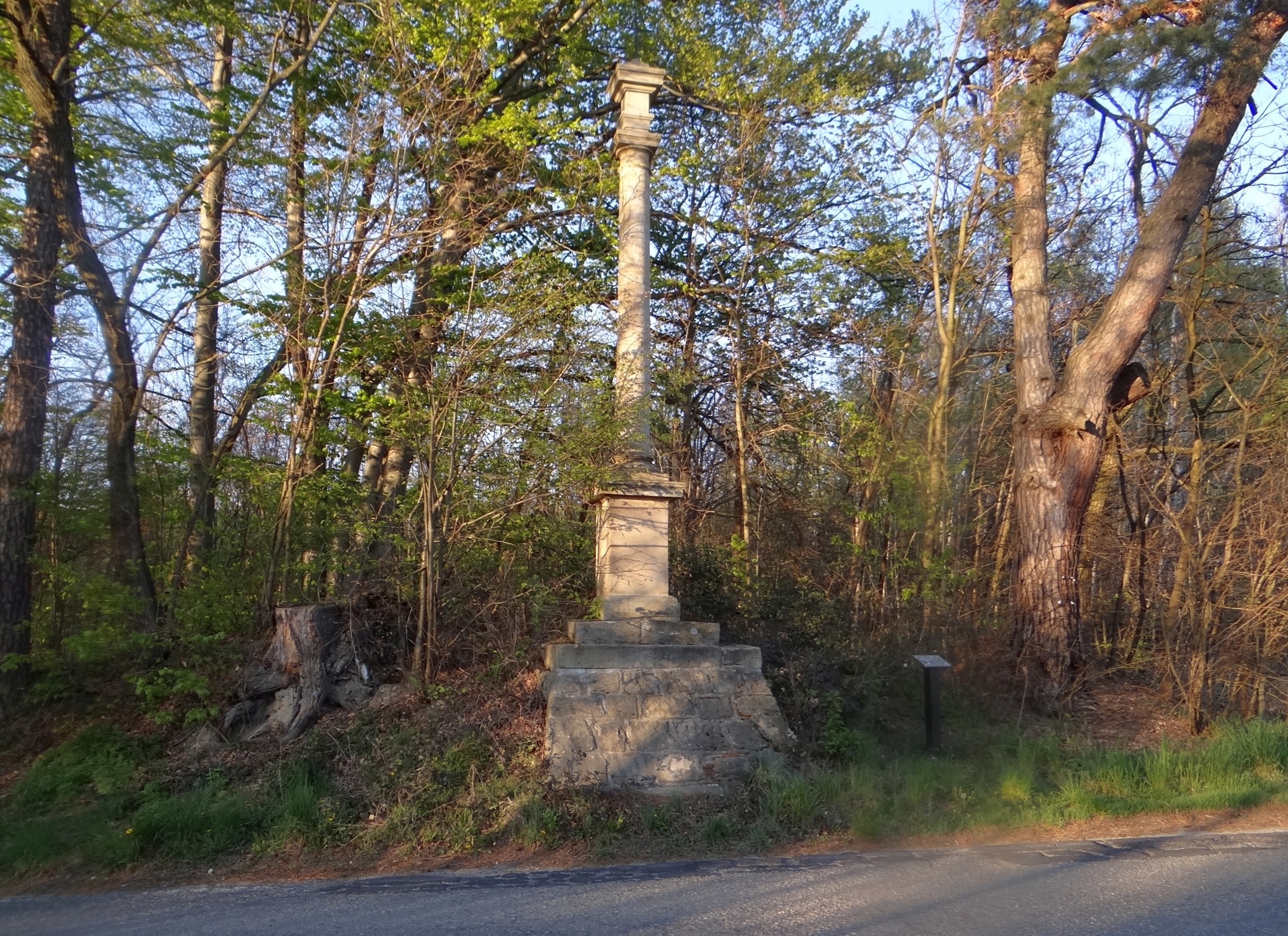
Kolumna w Leksandrowej

Leksandrowa – wieś w Polsce położona w województwie małopolskim, w powiecie bocheńskim, w gminie Nowy Wiśnicz.
W latach 1975–1998 miejscowość administracyjnie należała do województwa tarnowskiego. Integralne części miejscowości: Bukowiec, Górzko, Łacnówka, Mędlówka, Smendówka, Stara Wieś, Zagrody.

## Położenie
Wieś położona jest na Pogórzu Wiśnickim, tuż za Nowym Wiśniczem, przy drodze wojewódzkiej nr 965 z Bochni do Limanowej. Krajobraz typowy dla pogórza – łagodne wzniesienia poprzecinane parowami potoków. Największy z nich to Leksandrówka uchodząca do Uszwicy (dorzecze Wisły). Przez teren wsi przebiega dział wodny pomiędzy dorzeczami Raby i Dunajca – po zachodniej stronie wsi ma swoje źródła Polanka uchodząca do Stradomki (prawobrzeżny dopływ Raby).

## Historia
W czasie II wojny światowej regionalne oddziały Armii Krajowej przeprowadziły 26 lipca 1944 roku Akcję Wiśnicz – atak na niemieckie więzienie, który był jedną z największych akcji uwolnienia więźniów przez polskie podziemie przeprowadzonej w czasie niemieckiej okupacji Polski  .

## Przyroda i turystyka
Leksandrowa znajduje się na obszarze Wiśnicko-Lipnickiego Parku Krajobrazowego. Do atrakcji turystycznych okolicy należą 3 blisko położone obiekty chronionej przyrody:
- rezerwat przyrody Kamień-Grzyb w lesie Bukowiec
- oryginalna grupa dużych głazów – pomnik przyrody Kamienie Brodzińskiego pod jednym z wierzchołków Paprotnej
- Skałki Chronowskie – pomnik przyrody nieożywionej; piaskowce wychodnie znajdujące się w wierzchowinowych partiach Kobylej Góry Chronowskiej.
- przez miejscowość przebiega niebieski szlak turystyczny prowadzący szczytami Beskidu Wyspowego i Pogórza Wiśnickiego z Tymbarku do Bochni.

## Zabytki
- Dawny klasztor karmelitów bosych oraz ruina klasztornego kościoła św. Józefa i Zaślubin NP Marii, (obecnie Zakład Karny w Nowym Wiśniczu), wzniesiony przez Macieja Trapolę w 1620 r. na wzgórzu sąsiadującym (odległość ok. 400 m) ze wzgórzem zamkowym. W latach 1621–1631 klasztor został otoczony czworobocznymi fortyfikacjami z czterema bastionami umieszczonymi w środku załamanych do wnętrza kurtyn. Całość tworzyła wraz z zamkiem przykład tzw. sprzężonej warowni[9].

## Kościoły
- Kościół Rzymskokatolicki
- Kościoły protestanckie:
  - Zbór Kościoła Adwentystów Dnia Siódmego w Leksandrowej